# 大崎捺希
大崎 捺希（おおさき なつき、1995年8月4日 - ）は、日本の俳優。オムニア所属。熊本県出身。

## 経歴
オーディションの合格がきっかけで上京する。その後はサロンモデルを経て、2015年より舞台を中心に活動。
2016年、 連続テレビ小説『とと姉ちゃん』に梶山役で出演。
2017年、あんさんぶるスターズ!エクストラ・ステージ〜Judge of Knights〜に仁兎なずな役で出演。
2020年、オフィシャルサイトおよびオフィシャルファンクラブを開設。

## 人物
体重50kg。愛称は「なつくん」。
趣味はサッカー、お散歩、映画鑑賞、カレー屋巡り、一人カラオケ。中学3年生の時よりギターを始め、高校生の時にはバンド活動をしていた。

## 出演

### 舞台
2015年
- 劇団syuen旗揚げ公演『ラピスラズリ 〜どうしようもない猫が嘘をついた〜』（6月26日 - 28日、高田馬場ラビネスト）

2016年
- 劇団syuen第2回公演『神さんは勉強ができない』（2月5日 - 7日、高田馬場ラビネスト）
- 平成時代劇 片肌☆倶利伽羅紋一座『ざ☆くりもん』第十七回本公演「晒場慕情〜恋慕の木遣り唄〜」（4月20日 - 26日、シアターグリーン BASE THEATER）
- TAIYO MAGIC FILM 第11回公演『サクラサクコロ 2016』（10月1日 - 10日、赤坂RED/THEATER）
- ジル・ド・レ（11月9日 - 20日、浅草六区ゆめまち劇場）

2017年
- 平成時代劇 片肌☆倶利伽羅紋紋一座「ざ☆くりもん」二〇一七年 新春三館同時本公演「冥途遊山」（1月3日 - 9日）
- The Red Moon Night〜月が飛ぶ夜〜（2月22日 - 26日、新宿村LIVE）
- 海街diary（3月31日 - 4月2日、新国立劇場 小劇場） - 多田裕也 役
- スパイスアップ・ナイトパレード（4月29日 - 5月7日、ドクタージーカンズ）
- Enthenaプロデュース 舞台エンテナ PLAY UNION 第五回公演『 真夏の果実の花の頃。』「渡る夜空は星ばかり」（6月21日 - 25日） - 主演
- 劇団TEAM-ODAC 第24回本公演『BLACK10・改』（7月12日 - 17日、草月ホール） - 山田平八 役
- あんさんぶるスターズ!エクストラ・ステージ〜Judge of Knights〜（9月7日 - 18日、シアター1010 / 22日 - 24日、新神戸オリエンタル劇場） - 仁兎なずな 役
- K -MISSING KINGS-（10月19日 - 22日、京都劇場 / 26日 - 29日、天王洲 銀河劇場） - 伊佐那社（いさな やしろ）役

2018年
- あんさんぶるスターズ！オン・ステージ〜To the shining future〜（1月19日 - 21日、梅田芸術劇場 シアター・ドラマシティ / 1月25日 - 2月5日、シアター1010）- 仁兎なずな 役
- ミュージカル『少女革命ウテナ〜白き薔薇のつぼみ〜』（3月8日 - 18日、CBGKシブゲキ!!） - 薫幹 役
- SEPT presents『SANZ II』（4月11日 - 16日、博品館劇場）
- オッドエンタテインメントPresents舞台『鬼切丸伝〜源平鬼絵巻』再演（6月20日 - 24日、全労済ホール/スペース・ゼロ） - 鬼切丸 役
- BRAVE10〜燭〜（7月26日 - 29日、なかのZERO 大ホール） - 猿飛佐助 役
- Acrobat Stage『Infini-T Force』（8月29日 - 9月2日、IMAホール） - キャシャーン / 東鉄也 役
- 舞台 ニル・アドミラリの天秤（11月1日 - 11日、全労済ホール/スペース・ゼロ） - 鵜飼昌吾 役
- 『あんさんぶるスターズ！エクストラ・ステージ』～Memory of Marionette～（2018年12月 - 2019年2月、東京、京都、大阪、福岡、仙台） - 仁兎なずな 役

2019年
- 70億分の1の恋～告白実行委員会～（3月6日 - 15日、CBGKシブゲキ!!）- 綾瀬恋雪 役
- ガラスの仮面・愛のメソッド2019（3月14日 - 24日、シアターグリーン）
- SAB-on Produce『比翼の人』（4月5日、テアトルBONBON）※ゲスト出演
- 舞台『刀剣乱舞』慈伝 日日の葉よ散るらむ（6月14日 - 8月4日、品川プリンスホテル ステラボール 他）- 前田藤四郎 役
- 舞台『二子玉川ノ恋』（8月22日 - 27日、iTSCOM STUDIO & HALL 二子玉川ライズ）
- 舞台劇『からくりサーカス』～デウス・エクス・マキナ（機械仕掛けの神）編～（10月10日 - 19日、新宿FACE）- 才賀貞義 役
- ミラクル☆ステージ『サンリオ男子』〜ハーモニーの魔法〜（11月8日 - 17日、品川プリンスホテル クラブeX）- 糸永壱郎 役
- 『あんさんぶるスターズ！エクストラ・ステージ』～Night of Blossoming Stars～（2019年12月28日・29日、福岡サンパレス ホテル＆ホール）

2020年
- 『あんさんぶるスターズ！エクストラ・ステージ』～Night of Blossoming Stars～（2020年1月9日- 2月1日、日本青年館ホール 他）
- 東京マハロ『彼の名はレオナルド』（3月19日 - 29日、赤坂RED/THEATER）※28日・29日は公演中止
- 舞台『ガチャリコフェスティバル』（4月24日 - 5月10日、日本青年館ホール）※全公演中止
- 人狼系推理バトル『レジスタンスイレブン～見えない敵を封鎖せよ～』（6月10日 - 21日、TACCS1179）
- BRAVE10〜昇焉〜（9月19日 - 27日、ところざわサクラタウン ジャパンパビリオン・ホールA） - 猿飛佐助 役
- 舞台『いい人間の教科書。』（11月20日 - 22日、HEP HALL）
- WITH by IdolTimePripara（12月10日 - 12日、Zepp DiverCity） - 雨宮春希 役

2021年
- 舞台『錦田警部はどろぼうがお好き』（3月11日 - 21日、品川プリンスホテル クラブeX） - 主演・怪盗ジャック＝アンリ巡査 役（Wキャスト）
- 舞台『純情ロマンチカ』（4月29日 - 5月2日、草月ホール）-高橋美咲 役 ※新型コロナウイルス感染拡大の影響により全公演中止
- ミラクル☆ステージ『サンリオ男子』 ～KAWAII Evolution～（7月15日 ‐ 25日、品川プリンスホテル クラブeX / 7月30日 ‐ 8月1日、京都劇場 ） - 糸永壱郎 役
- Paradox Live on Stage（9月9日 ‐ 12日、品川プリンスステラボール / 9月16日 ‐ 9月19日、梅田芸術劇場 シアター・ドラマシティ）- 矢戸乃上那由汰（やとのかみ なゆた） 役 ※大阪公演中止
- 狂言男師～月の章『呼声・棒縛』～（2021年10月10日、セルリアンタワー能楽堂）
- 朗読活劇 信長を殺した男 2021（11月26日 - 28日、神田明神ホール）
- 舞台『夏の夜の夢』（12月18日 - 26日、名古屋市芸術創造センター 他）- ヒポリタ、豆の花の妖精 役

2022年
- 本格文學朗読演劇 極上文學『ジキル＆ハイド』（1月22日 - 30日、紀伊國屋サザンシアター TAKASHIMAYA）
- 『ブルーピリオド』The Stage（3月25日 - 4月3日、天王洲 銀河劇場） - 高橋世田介 役
- リーディングドラマ『幽霊ハウス』（4月6日 - 10日、新宿村LIVE）
- ノリウチ！～カラオケ MixaLive TOKYO店～（5月9日、MixaLive TOKYO B2F Club Mixa ）- 大大崎（ダイオオサキ）役 ※第3話ゲスト出演
- KHET Produce vol.2朗読劇『#20faces』（6月10日 - 12日、赤坂RED/THEATER）
- NIGHT HEAD 2041-THE STAGE-（7月1日 - 10日、シアターGロッソ）
- 新感覚恋愛×マーダーミステリー劇『Love Letter for You』（9月3日、EX THEATER ROPPONGI）
- MONSTER LIFE present’s『VIP もんさぽ限定 怪物だらけの超（ウルトラ）文化祭！』（9月30日 - 10月2日、DDD青山クロスシアター）
- アナ伝 vol.3『ジェヴォーダンの怪物～狼男伝説〜』（10月20日 - 23日、こくみん共済 coop ホール / スペース・ゼロ）

2023年
- Paradox Live on Stage vol.2（3月9日 - 19日、品川プリンスホテル ステラボール）- 矢戸乃上那由汰 役
- 『あんさんぶるスターズ！』THE STAGE -Party Live-（3月25日 - 26日、ぴあアリーナMM）- 二兎なずな 役
- 朗読劇『Astrologhias！～mythos3～』（4月14日 - 16日、科学技術館 サイエンスホール）- アリーズ 役
- 漫才ギャング -リローデッド- （2023年5月4日 - 21日、銀座博品館劇場/6月2日 - 4日、COOL JAPAN PARK OSAKA TTホール） - 城川 役
- 演劇ユニット100点un・チョイス！第19回公演『カタチ』（2023年6月14日 - 18日、シアターサンモール) - 主演・松永拓人 役 （前嶋曜とダブルキャスト）
- 舞台『刀剣乱舞』七周年感謝祭 -夢語刀宴會-（ゆめがたりかたなのうたげ）（2023年8月4日 - 6日、幕張メッセ 幕張イベントホール） -  前田藤四郎 役
- ミュージカル「クリスマスキャロル2023」（2023年12月7日 - 13日、東京キネマ倶楽部） -　少年スクルージ 役
- Visual Reading Drama『ネット怪談×百物語』（2023年12月8日 - 10日、新宿村LIVE）※映像出演

2024年
- 獣愛ブースト音楽劇『Lamento -BEYOND THE VOID-』（2024年2月16日 - 25日、品川プリンスホテル ステラボール） - 歌うたい 役
- 朗読劇『10年後の君へ』（2024年3月1日 - 3日、アトリエファンファーレ高円寺 / 3月10日、khb東日本放送 ぐりりホール）
- 舞台『野球』飛行機雲のホームラン 〜Homerun of Contrail（2024年6月22日 - 30日、天王洲 銀河劇場 / 7月6日 - 7日、サンケイホールブリーゼ） - 佐々木新 役
- 劇団『ドラマティカ』ACT4 / 魔女とお菓子の家（2024年8月23日 - 9月8日、品川プリンスホテル ステラボール） - 仁兎なずな 役
- 前田慶次 かぶき旅 STAGE&LIVE〜肥後の虎・加藤清正編〜（2024年9月27日 - 10月6日、シアターH / 2024年10月31日 - 11月4日、サンケイホールブリーゼ） - 柳生兵庫助 役

2025年
- CCCreation Presents 舞台『黒蜥蜴〜Burlesque KUROTOKAGE〜』（2025年2月8日 - 16日、こくみん共済 coop ホール/スペース・ゼロ） - 岩瀬早苗 役（前嶋曜とダブルキャスト）
- TAIYO MAGIC FILM 第16回本公演『タイムマシン・ファミリー』（2025年7月4日 - 13日〈予定〉、ウッディシアター中目黒）
- 『あんさんぶるスターズ！THE STAGE』-Blessing Moment-（2025年10月31日 - 11月9日〈予定〉、品川プリンスホテル ステラボール / 11月14日 - 23日〈予定〉、AiiA 2.5 Theater Kobe） - 仁兎なずな 役

### 映画
- 映画刀剣乱舞-黎明-（2023年3月28、東宝、監督：耶雲哉治） - 前田藤四郎 役（特別出演）[82]
- さよならモノトーン（2023年10月6日、らんくう、監督：神村友征） - 辻本拓海 役[83]

### ドラマ
- 連続テレビ小説『とと姉ちゃん』（NHK、2016年） - 梶山 役[6]

### テレビ番組
- 全力アピール アダムシアター（2022年10月20日〈19日深夜〉、TBS）[6] [84]

### ネット配信
- 指原莉乃&ブラマヨの恋するサイテー男総選挙（2017年5月9日 - 、AbemaSPECIAL）
- 大崎捺希のまったりとーくるーむ（2017年7月 - 2021年12月、ニコニコチャンネル）[85]
- YouTube背神ドラマ『ネット怪談×百物語』（2020年6月13日 - 2021年10月16日、YouTubeスタイルオフィスメディアチャンネル） - 主演・死蟲男（しむしおとこ） 役[86][87][88]

### ゲーム
- サイレントヒルf - 岩井修 役

### その他
- 放課後物語（2015年）- モデル[89]
- 映画『植物図鑑』応援アンバサダー[90]

## MV
- YOAKE『Sunny』[91]

## 書籍

### 写真集
- メンズビジュアルムック『A-VOICE 大崎捺希』（2021年8月、講談社、撮影：関純一）ISBN 978-4-06-523089-3